# Gerbrand van den Eeckhout

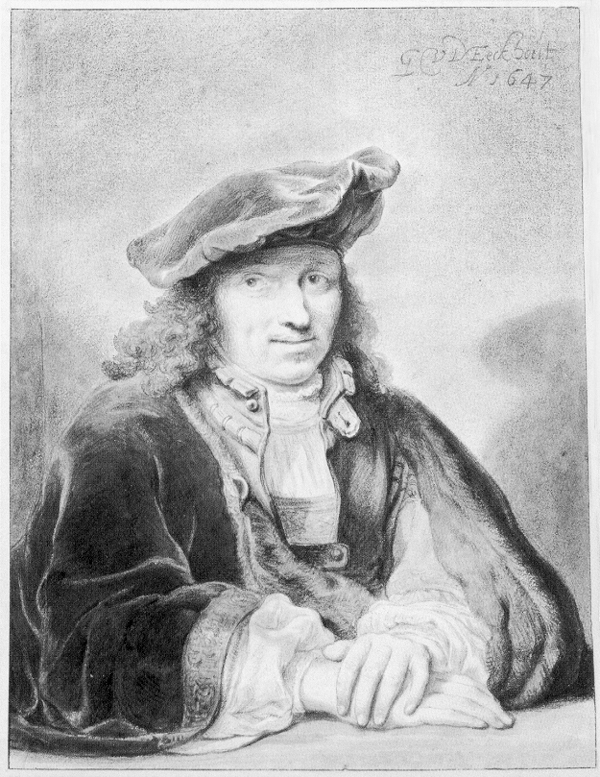
Zelfportret (?), 1647, Fondation Custodia, Parijs

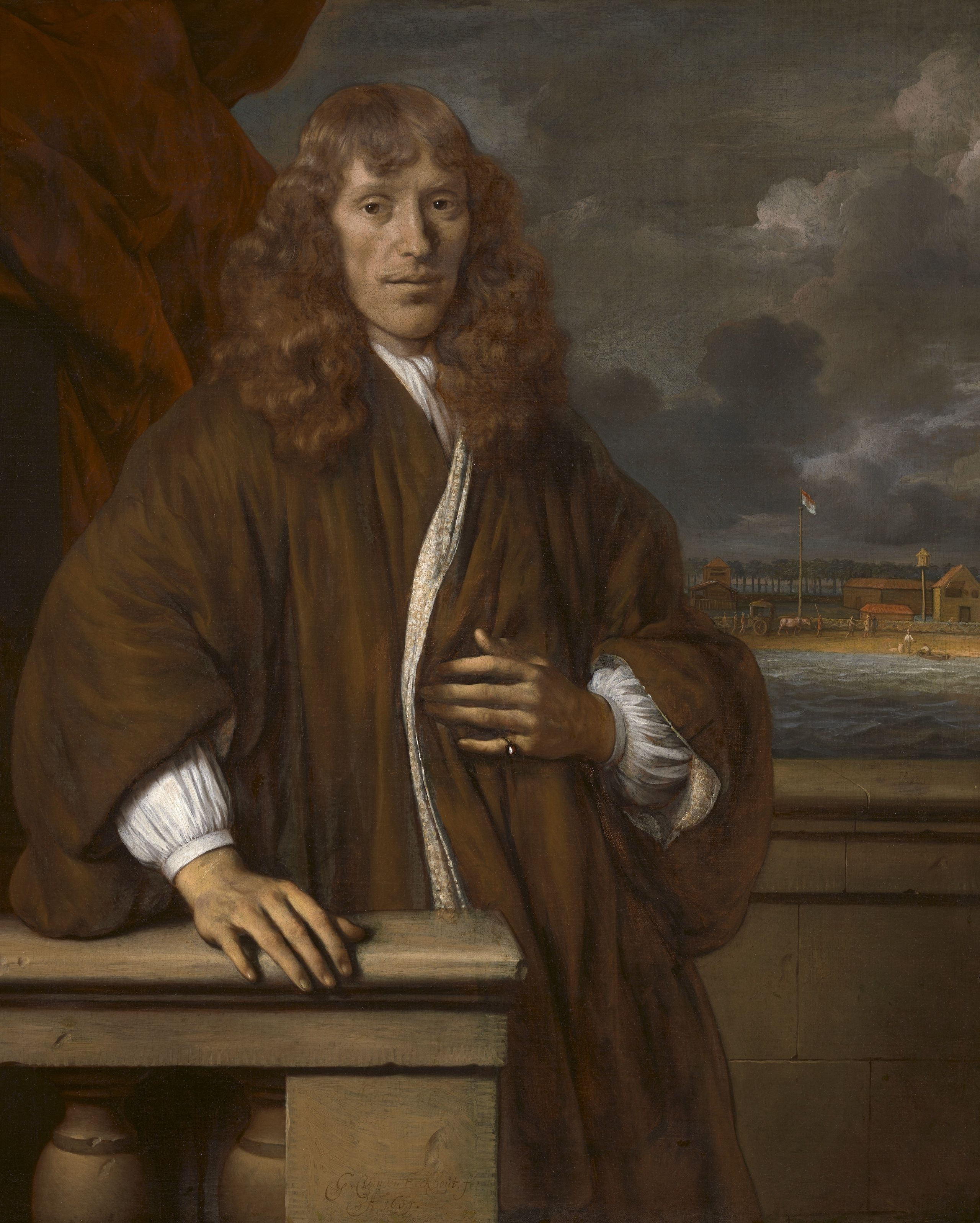
Portret van een hoge functionaris bij de Vereenigde Oostindische Compagnie, 1669, Musée de Grenoble

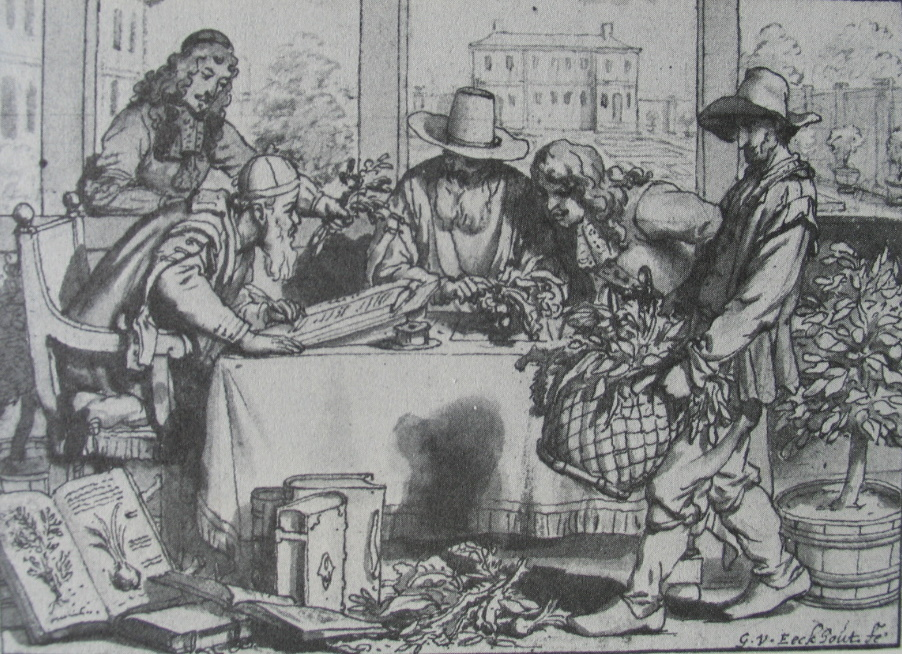
Botanici aan het werk

Gerbrand Janszoon van den Eeckhout (Amsterdam, 19 augustus 1621 – aldaar, 29 september 1674) was een Nederlandse kunstschilder in de zeventiende eeuw. Het oeuvre van Van den Eeckhout getuigt van een grote veelzijdigheid. Hij schilderde en tekende historiestukken, dat wil zeggen schilderijen met levensgrote figuren gebaseerd op verhalen uit de Bijbel, de mythologie, de geschiedenis en de Romeinse oudheid. Daarnaast vervaardigde hij ornamenten ter decoratie, landschappen, stadsgezichten, portretten en genrestukken van musicerende burgers en soldaten. Zijn werk is subtiel en hij tekende voor een klein publiek.

## Biografie

### Werk
Hoewel niet feitelijk gestaafd door overgeleverde archiefstukken, neemt men aan dat Gerbrand van den Eeckhout van 1635/6 tot 1640/1 in Rembrandts atelier als leerling of gezel werkzaam was. Volgens Arnold Houbraken was Gerbrand "een groot vrind van Rembrant van Ryn". Hij ontpopte zich tot een zeer productief kunstenaar, coloristisch begaafd en qua fantasie de meerdere van andere Rembrandt-leerlingen zoals Ferdinand Bol, Govert Flinck en Nicolaes Maes. Van den Eeckhouts gebruik van kleuren is origineel, genuanceerd en onconventioneel.
De stijl van Van den Eeckhout is wendbaar; zijn tekeningen zijn brillant. Hij produceerde veel variaties op hetzelfde thema; Ruth en Boas heeft hij vier keer getekend. Werner Sumowski beschrijft 218 tekeningen van zijn hand. Reeds in de vroegste tekeningen en schilderijen van Gerbrand van den Eeckhout valt, naast de invloed van Rembrandt, een duidelijke vertrouwdheid op met Pieter Lastman. Een korte opleiding bij Lastman lijkt echter onwaarschijnlijk aangezien deze stierf in 1633 toen Van den Eeckhout twaalf jaar was. Misschien ging Gerbrand eerst in de leer bij meesters zoals Nicolaes Moeyaert of Salomon Koninck, die in de stijl van Lastman werkten. Maar ook Rembrandt zelf, bij wie Van den Eeckhout wellicht studeerde, kan hem de erfenis van zijn leermeesters hebben leren kennen. Rembrandt bezat immers twee bundels tekeningen van Lastman die hij mogelijk als lesmateriaal aanwendde ter instructie van zijn leerlingen.
Van den Eeckhout en Rembrandt werden rond 1650 uitgesloten voor decoraties van het stadhuis op de Dam.
Hij schilderde een portret van Jan van de Cappelle in 1653. In 1657 kreeg hij een belangrijke opdracht: een regentenstuk voor het kuipersgilde in de Barndesteeg, waarop ook zijn broer staat afgebeeld. De activiteiten van de Amsterdamse schilder, tekenaar, etser, en gelegenheidsdichter Gerbrand van den Eeckhout kenden in de jaren 1660 een hoogtepunt. Blijkbaar kon hij rond die tijd terugvallen op vaste kopers, die elkaars interesse voor bepaalde onderwerpen beïnvloedden.
Van den Eeckhout was een ontwikkeld man en stond in contact met kooplieden, geleerden en dichters. Van den Eeckhout was bevriend met Roeland Roghman en Jacobus Heiblocq. In 1663 maakte hij waarschijnlijk met Jan Lievens en Jacob Esselens een reis van Arnhem naar Kleef langs de Rijn. In 1669 maakte hij een portret van Isaac Commelin. Hij maakte een illustratie voor het boek Den ervaren huys-houder, zijnde het III. deel van het Vermakelyck landt-leven. Onderwijsende, hoemen binnen en buyten de steden, heylsame medicijnen voor de gebreken van menschen en beesten, sal toemaken en bereyden. Als mede een onderrechtinge, hoemen uyt verscheyden bloemen en kruyden, nutte en wel-ruyckende wateren, sal konnen uyttrecken, en distilleeren. Noch is hier achter by gevoeght den Naerstigen byen-houder. Noyt voor desen gedruckt.  door Petrus Nijlant.

### Persoonlijk

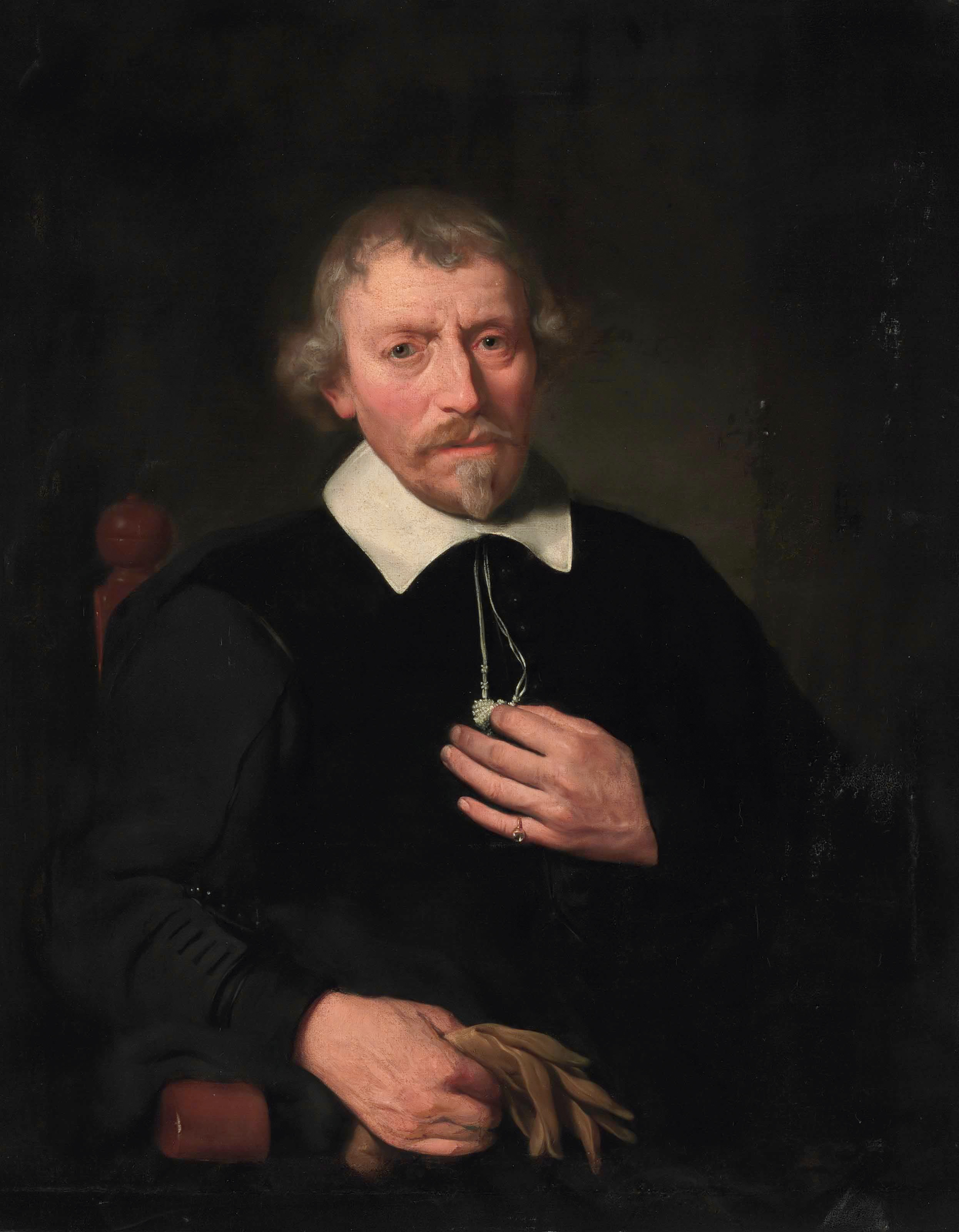
Portret van Jan Pietersz van den Eeckhout (1584 - 1652)

Van den Eeckhou(d)t werd geboren als zoon van de goudsmid Jan Pieterszoon van den Eeckhout uit de Kalverstraat. Diens vader Pieter Lodewijckszoon van den Eeckhout was uit doopsgezinde geloofsovertuiging zijn geboortestad Brussel ontvlucht en via 's-Hertogenbosch en Harlingen naar Amsterdam uitgeweken. Twee jaar na de dood van Gerbrands moeder, Grietje Leydeckers, hertrouwde Gerbrands vader met Cornelia Dedel, de dochter van een oprichter en bewindhebber van de Oost-Indische Compagnie in Delft. (Er bestaan portretten van zijn vader en stiefmoeder die zich nog steeds in het bezit van de familie bevinden).
Van den Eechout was ongehuwd maar woonde vanaf 1670 met Maria van Schilperoort, de weduwe van zijn broer, en haar vijf kinderen op de Herengracht, niet ver van de Vijzelstraat. De kunstkenner, verzamelaar en taxateur van schilderijen werd in 1672 ingehuurd door Gerrit van Uylenburgh. In 1673 schilderde hij opnieuw de regenten van of het wijnkopers- of wijnverlatersgilde. Gerbrand van Eeckhout stierf op 26 september 1674 en werd drie dagen later begraven in de Oudezijds Kapel.